# Niszczyciel min

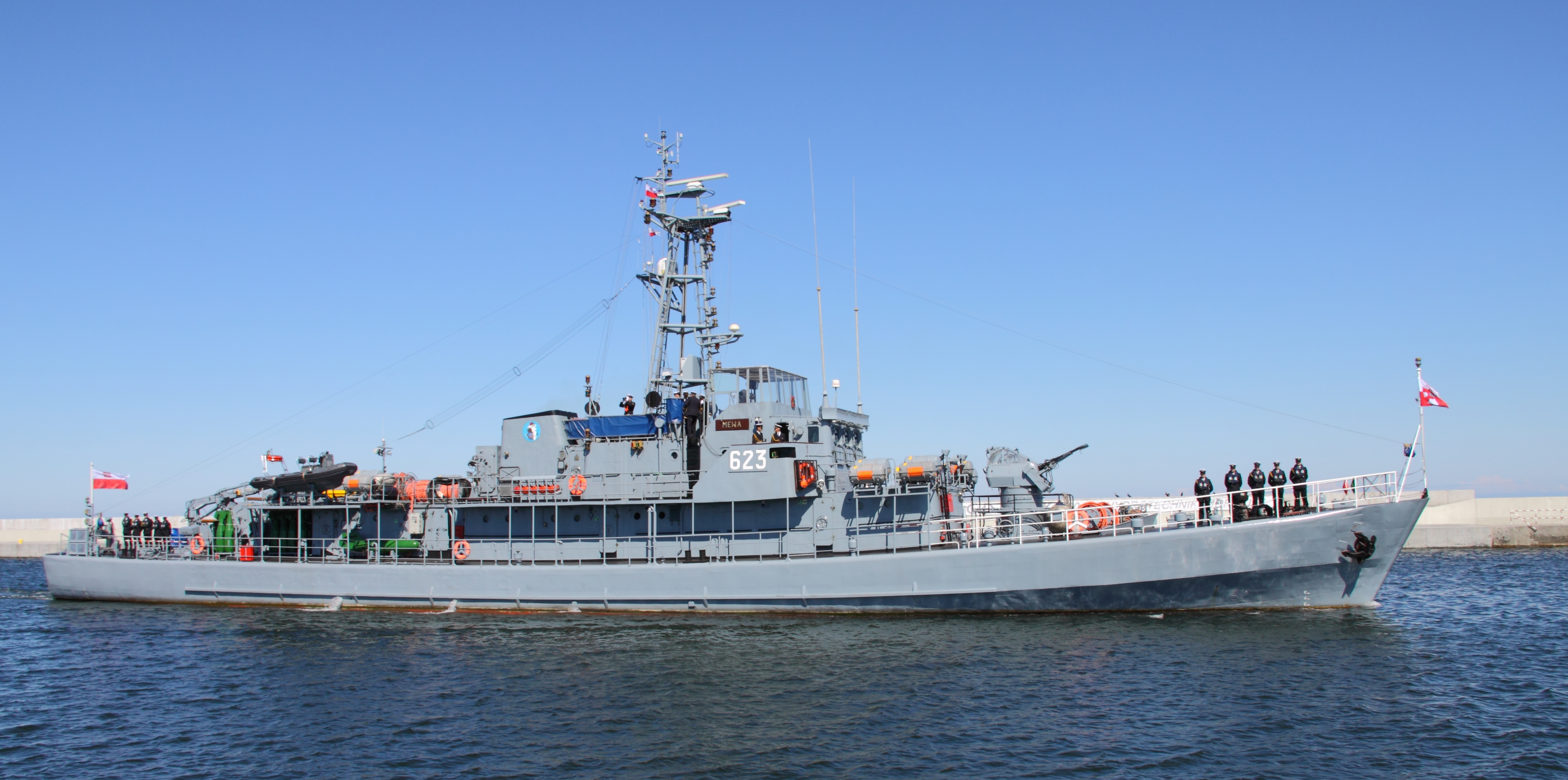
Polski ORP „Mewa”, typu Orlik

Niszczyciel min – klasa okrętów obrony przeciwminowej w grupie okrętów specjalnych, przeznaczonych do selektywnego poszukiwania, dokładnej lokalizacji i zwalczania min morskich, głównie na akwenach przybrzeżnych.

## Historia
Koncepcja nowego rodzaju jednostek przeciwminowych pojawiła się w latach 70. XX wieku, wskutek powstawania coraz bardziej zaawansowanych konstrukcji min, oraz doświadczeń wyniesionych przez siły NATO podczas trałowania Kanału Sueskiego w 1973 roku. Pierwszymi specjalnie zaprojektowanymi niszczycielami min były francuskie okręty typu Circe, z których pierwszy wodowano w 1970 roku. Były to pierwsze okręty małomagnetyczne o kadłubie zbudowanym z laminatów poliestrowo-szklanych i drewna, nie wyposażone w klasyczne trały. W 1973 roku do służby wszedł brytyjski trałowiec doświadczalny HMS „Wilton”, który stanowił znaczącą modyfikację trałowców typu Ton. Był również okrętem małomagnetycznym o kadłubie zbudowanym z laminatów poliestrowo-szklanych i posiadającym wiele cech niszczyciela min. W 1980 roku Królewska Marynarka Wojenna wprowadziła HMS „Brecon”, pierwszą budowaną od podstaw brytyjską jednostkę omawianej klasy, należącą do typu Hunt. W kilka lat później wzorem Wielkiej Brytanii podążyły Belgia, Francja i Holandia (typ Tripartite, 1984 rok) oraz Włochy (typ Lerici, 1985 rok).

## Opis klasy

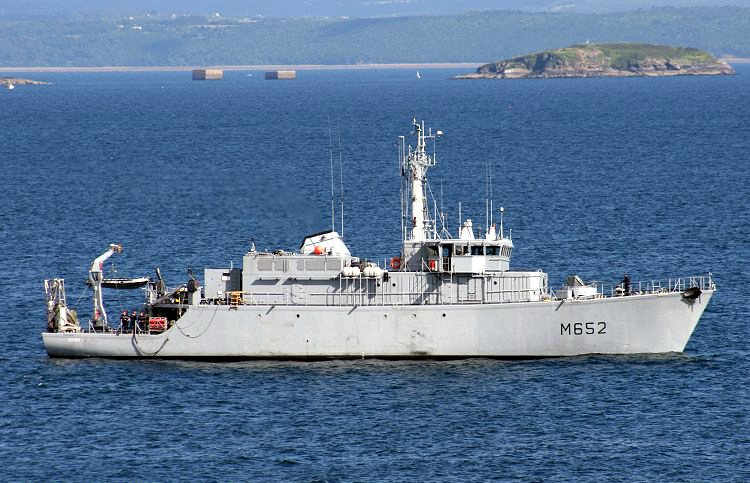
Francuski „Céphée”, typu Tripartite (eks belgijski „Iris”)

Wykrywanie min odbywa się przy pomocy sonarów podkadłubowych i holowanych, a także urządzeń elektrooptycznych, elektromagnetycznych i laserowych. Po zlokalizowaniu obiektu w toni wodnej i dokładnym określeniu jego pozycji, rozpoczyna się procedurę zniszczenia poprzez detonację. W tym celu wysyła się płetwonurków-minerów lub opuszcza zdalnie sterowane pojazdy podwodne ROV (ang. remotely operated vehicle), których zadaniem jest przeprowadzenie dokładnych oględzin i przymocowanie ładunku wybuchowego.
Klasyczne niszczyciele min są przeważnie okrętami o wyporności standardowej 400–800 t, długości 40–60 m i zanurzeniu 2–3 m. Ich zasięg wynosi ok. 2000 Mm, a osiągana prędkość kilkanaście węzłów. Zależnie od wielkości jednostek załoga to 30–60 oficerów, podoficerów i marynarzy. Oprócz urządzeń detekcyjnych i pojazdów podwodnych czasem montowane są również trały kontaktowe, elektromagnetyczne i akustyczne. Uzbrojenie jest typowo defensywne, składa się przeważnie z 1–2 armat uniwersalnych kal. 20–30 mm i tyluż wielkokalibrowych karabinów maszynowych. Niekiedy zainstalowane są wyrzutnie przeciwlotniczych kierowanych pocisków rakietowych i tory minowe.
Niszczyciele min (ang. minehunter – MH) wywodzą się z trałowców (ang. minesweeper – MS) i posiadają z nimi wiele cech wspólnych. Powinny być jak najbardziej odporne na wybuchy podwodne, wywoływać niewielkie zmiany pól akustycznych, magnetycznych i ciśnieniowych. W tym celu stosuje się wyciszone układy napędowe, precyzyjne układy sterowania oraz kadłuby z tworzyw sztucznych. Bardzo istotny jest zasięg, gdyż jego zwiększenie pozwala na przesondowanie większego akwenu.

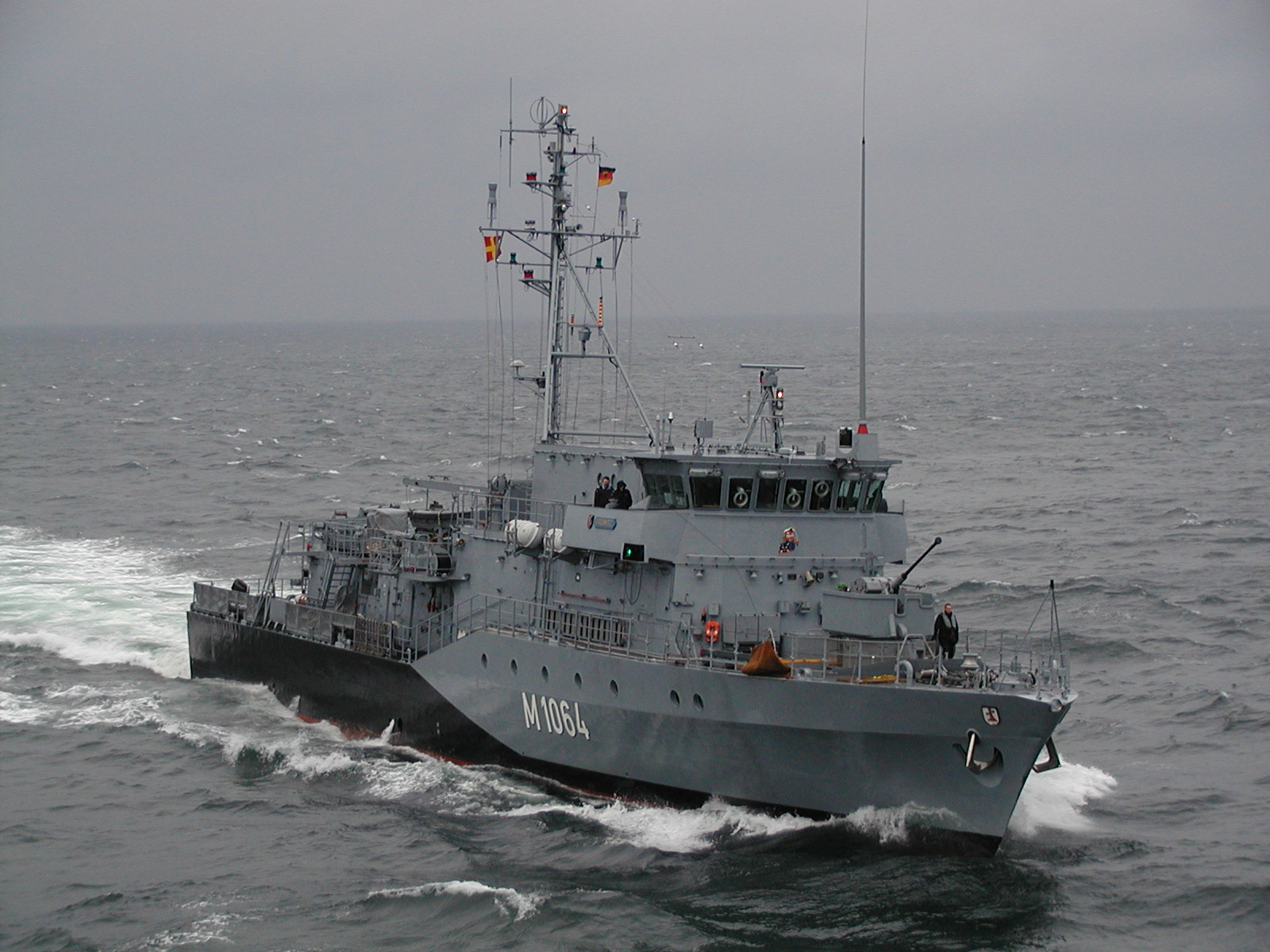
Niemiecki „Grömitz”, typu Frankenthal

Generalnie obie klasy różnią się sposobem zwalczania min morskich, chociaż istnieją jednostki pływające łączące w sobie wszystkie cechy zarówno trałowca, jak i niszczyciela min. W nomenklaturze anglojęzycznej określane są jako MCMV – mine countermeasure vessel (w wolnym tłumaczeniu: okręt przeciwminowy). Należą do nich m.in. amerykańskie trałowce oceaniczne typu Avenger oraz szwedzkie przybrzeżne niszczyciele min typu Landsort. Zdarza się także, iż na podstawie jednego kadłuba powstają okręty o różnym przeznaczeniu, tak jak w przypadku norweskich poduszkowców bocznościennych typu Oksøy-Alta, z których cztery pierwsze ukończono w wariancie niszczyciela min (podtyp Oksøy), a pięć kolejnych jako trałowce (podtyp Alta). Natomiast duży radziecki doświadczalny niszczyciel min projektu 266DM (według nomenklatury NATO: typ Natya II) jest rozwinięciem trałowców projektu 266M (według nomenklatury NATO: typ Natya I).
Oprócz wymienionych wyżej jednostek do najbardziej rozpowszechnionych na świecie niszczycieli min zalicza się niemiecki typ Frankenthal (dwanaście jednostek), amerykański typ Osprey (dwanaście jednostek), brytyjski typ Sandown (osiemnaście jednostek) i włoski typ Gaeta (szesnaście jednostek).
Jeden z wariantów duńskich modułowych okrętów wielozadaniowych typu Flyvefisken (Standard Flex 300) posiada wyposażenie charakterystyczne właśnie dla niszczyciela min, uzupełnione o zdalnie sterowane (na czas poszukiwania) kutry zwalczania min. Również powstała na początku XXI wieku w Stanach Zjednoczonych klasa przybrzeżnych okrętów bojowych LCS (ang. littoral combat ship) ma moduł przeciwminowy MIW (ang. mine warfare). Przykładowo na pierwszej jednostce USS „Freedom” w skład tego modułu (wymiennego z innymi wariantami uzbrojenia) wchodzą półzanurzalne pojazdy wraz z sonarami holowanymi, podwodne pojazdy do mapowania dna oraz śmigłowce pokładowe posiadające trały elektromagnetyczne i magnetyczno-akustyczne.

## Polska
W okresie od 1999 do 2001 roku Marynarka Wojenna gruntownie zmodernizowała do roli niszczyciela min trzy trałowce bazowe projektu 206F, typu Orlik (według nomenklatury NATO: typ Krogulec, zbudowane w latach 1966–1967), którym nadano numer projektu 206FM. W latach 90. XX wieku opracowano koncepcję nowego niszczyciela min projektu 257 (kryptonim projektu: Kormoran), jednak ze względów finansowych plany zbudowania pięciu okrętów tego typu zostały zawieszone w 2003 roku. We wrześniu 2013 zawarto kontrakt na projekt i budowę trzech jednostek typu Kormoran II. Wodowanie prototypu odbyło się 4 września 2015.

## Wyposażenie i uzbrojenie

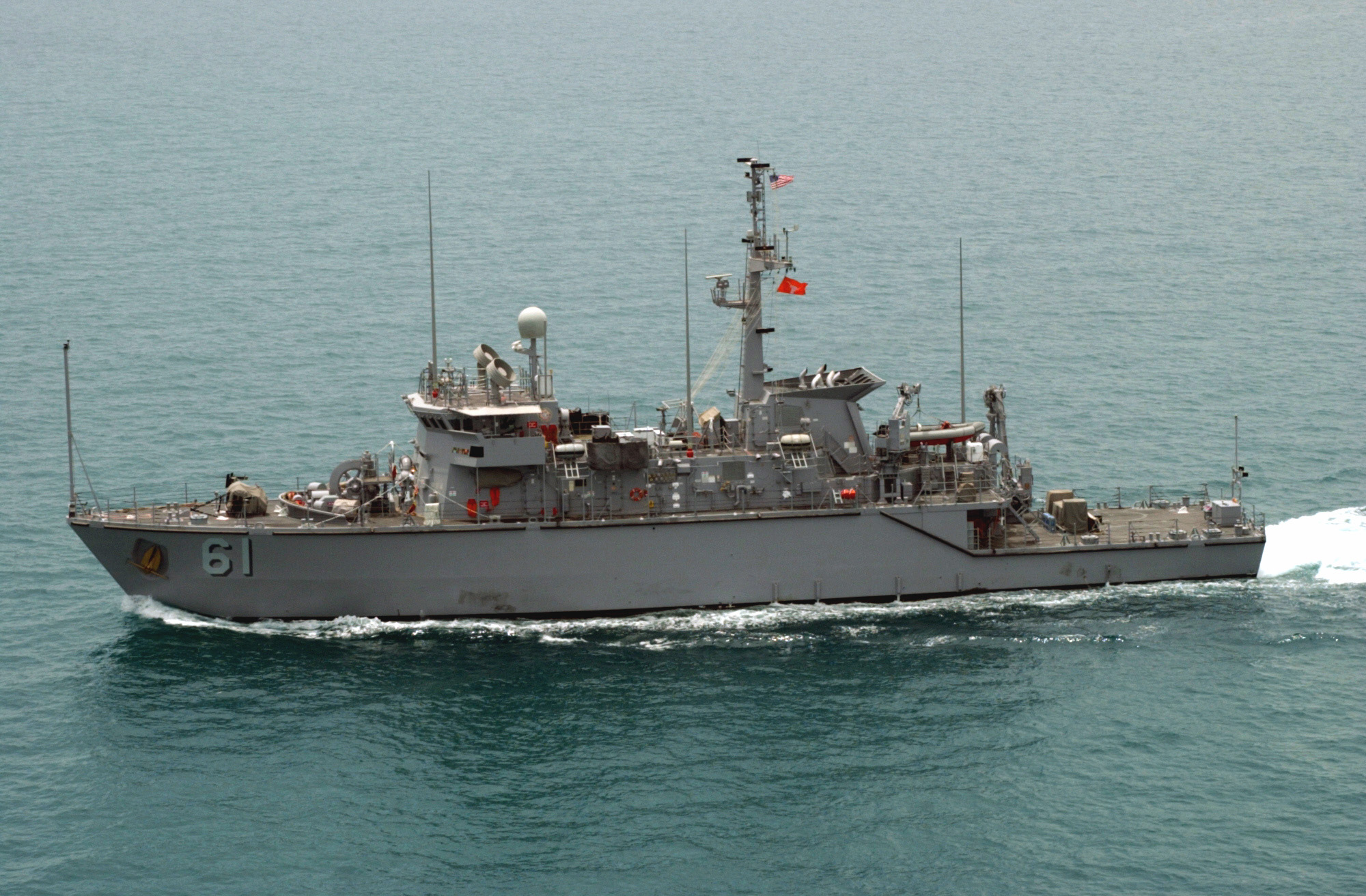
Amerykański USS „Raven”, typu Osprey

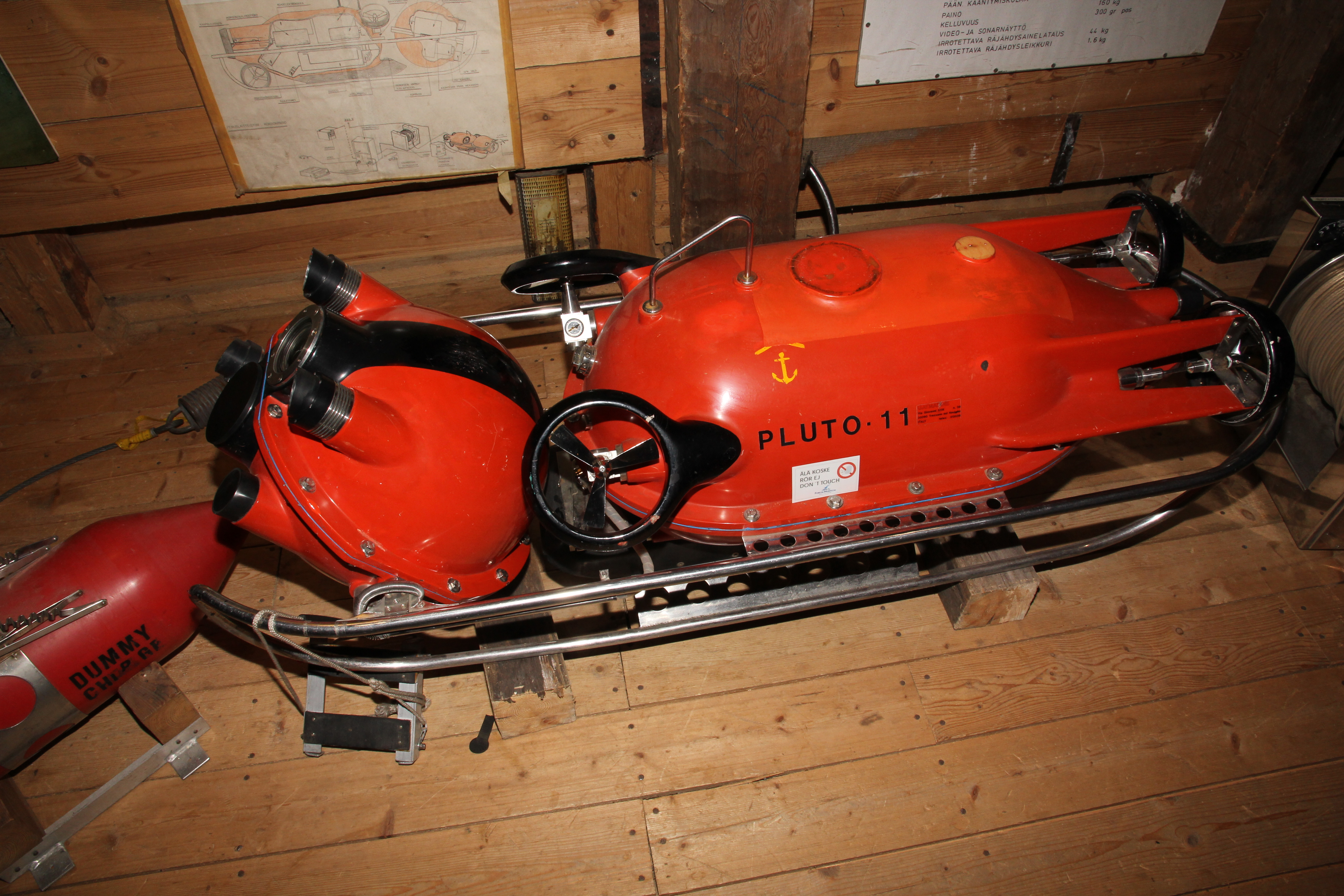
Zdalnie sterowany pojazd podwodny do poszukiwania min Pluto 11

Standardowe wyposażenie przeciwminowe i artyleria niszczycieli min:
- Sonary
  - Atlas Elektronik(inne języki) DSQS-11M (Niemcy)
  - General Electric SQQ-30 (Stany Zjednoczone)
  - Marconi Type 2093 (Wielka Brytania)
  - Mill Cross (Wielka Brytania)
  - Plessey 193 (Wielka Brytania)
  - Raytheon / Thomson Sintra SQQ-32 (Stany Zjednoczone)
  - Thomson Sintra DUBM 21 (Francja)
  - Thomson-CSF TSM-2022 (Szwecja)
  - Thomson Sintra / Simrad TSM-2023N (Norwegia)
  - VDS FIAR SQQ-14 (Włochy)
- Pojazdy podwodne ROV
  - Aliant SLQ-48 (Stany Zjednoczone)
  - MIN Mk 2 (Włochy)
  - PAP-104(inne języki) (Francja, Wielka Brytania)
  - Pluto (Norwegia, Włochy)
  - Systemtechnik Nord Pinguin-B3 (Niemcy)
- Działa
  - Bofors kal. 40 mm (Niemcy, Szwecja)
  - DES / MSI DS 30B kal. 30 mm (Wielka Brytania, Włochy)
  - Giat 20F2 kal. 20 mm (Francja)
  - Oerlikon 20 mm (Wielka Brytania, Włochy)
  - Rheinmetall kal. 20 mm (Francja, Norwegia)